# Polyblastus tener
Polyblastus tener là một loài tò vò trong họ Ichneumonidae.